# Lodewijk Vleeschouwer
Lodewijk Vleeschouwer (Antwerpen, 19 augustus 1810 - aldaar, 12 oktober 1866) was een Vlaamsgezind activist en krantenuitgever.

## Levensloop
Vleeschouwer begon geneeskunde te studeren aan de universiteiten van Berlijn en Parijs. Hij volhardde hierin niet en maakte reizen doorheen Europa en de Verenigde Staten. Hij keerde terug naar Antwerpen en verkoos activiteiten als journalist.
Hij situeerde zichzelf als katholiek, conservatief en Vlaamsgezind, wat niet belette dat hij een Franstalig dagblad oprichtte, Le Contrôleur, dat echter weinig bijval kreeg en na enkele maanden verdween. Hij ging toen in Limburg werken bij Le Courrier du Limbourg en vervolgens in Antwerpen bij het Handelsblad van Antwerpen, waar hij van 1842 tot 1847 hoofdredacteur was.
In 1847 stichtte hij het satirisch weekblad De Roskam, dat zijn scherpe pijlen richtte op het Franstalige Antwerpse stadsbestuur. Onder de medewerkers bevonden zich zijn vrienden Hendrik Conscience en Jan De Laet. De liberalen antwoordden met een eigen blad onder de naam De Schrobber. De polemieken tussen beide bladen werd hun hoofdbezigheid. De Schrobber slaagde erin Vleeschouwer, Conscience en De Laet uit de rederijkerskamer De Olijftak te doen sluiten.
In 1848 verdween De Roskam en in 1849 stichtte Vleeschouwer Het Vaderland, dat echter nog voor het jaareinde verdween. Hij werd vervolgens hoofdredacteur van Journal d'Anvers.
In 1860 stichtte hij opnieuw een satirisch blad onder de naam Reinaert de Vos, dat het volhield tot in 1868. Onder de medewerkers bevonden zich Emiel Moyson en Guido Gezelle, alsook waarschijnlijk Hendrik Conscience en Jan De Laet. In 1861 werd hij ondervoorzitter van de Nederduitsche Bond, een onderdeel van de Meetingpartij.
Vleeschouwer overleed toen hij pas zesenvijftig was. Reinaert de Vos werd nog twee jaar gepubliceerd door zijn dochter Elisa, maar verdween toen.